# Torymoides anamalaianus
Torymoides anamalaianus är en stekelart som först beskrevs av Mani och Kaul 1972.  Torymoides anamalaianus ingår i släktet Torymoides och familjen gallglanssteklar. Inga underarter finns listade i Catalogue of Life.